# 巴斯爾登莊園

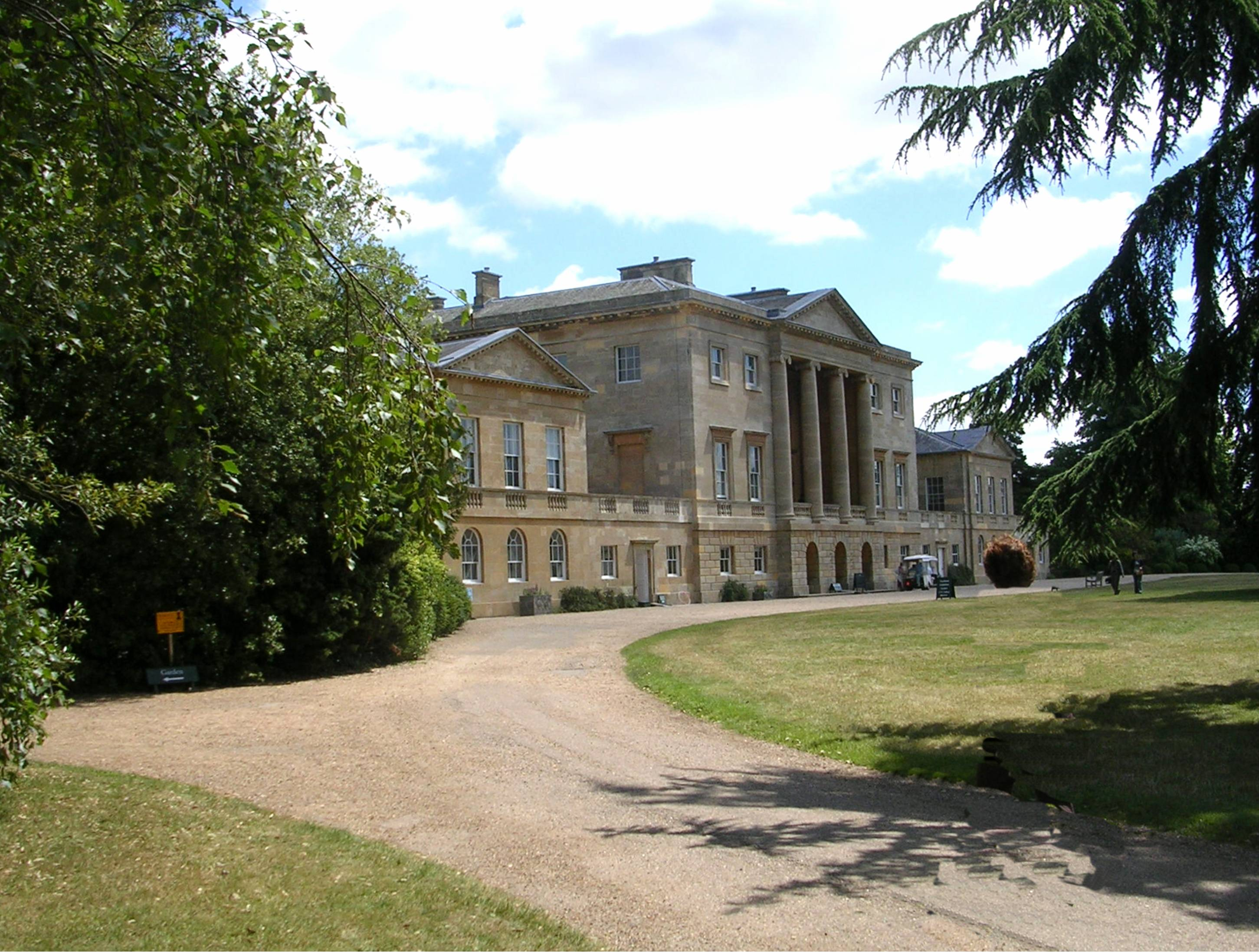

巴斯爾登莊園（Basildon Park）是位於英國伯克郡的一座莊園建築，被列入英格蘭國家名勝古蹟信託和英國一級登錄建築。巴斯爾登莊園修建於1776年至1783年期間，設計者是John Carr，為一座新古典式建築。巴斯爾登莊園實際上從未真正完成。戰後巴斯爾登莊園被捐贈給英國國民信託並對公眾開放。八角形客厅（一楼）包含画家詹巴蒂斯塔·皮托尼的作品。